# Gina Akpe-Moses
 (juillet 2017).
Si vous disposez d'ouvrages ou d'articles de référence ou si vous connaissez des sites web de qualité traitant du thème abordé ici, merci de compléter l'article en donnant les références utiles à sa vérifiabilité et en les liant à la section « Notes et références ».
Gina Nkechi Akpe-Moses (née le 25 février 1999 à Lagos, Nigeria) est une athlète irlandaise, spécialiste du sprint.

## Carrière
Arrivée à l'âge de trois ans à Dundalk, elle débute l'athlétisme à 11 ans au sein du St Gerald's AC, puis se spécialise dans le sprint. En 2014, elle s'installe à Birmingham pour faire partie d'un club britannique d'élite. Elle remporte la médaille d'argent lors du Festival olympique de la jeunesse européenne 2015.
Le 27 mai 2017, elle porte son record personnel sur 100 m à 11 s 56 à Oordegem.

## Palmarès
| Date | Compétition                   | Lieu      | Résultat | Épreuve   | Temps   |
| ---- | ----------------------------- | --------- | -------- | --------- | ------- |
| 2016 | Championnats d'Europe cadets  | Tbilissi  | 2e       | 100 m     | 11 s 80 |
| 2016 | Championnats du monde juniors | Bydgoszcz | 5e       | 4 x 100 m | 44 s 82 |
| 2017 | Championnats d'Europe juniors | Grosseto  | 1re      | 100 m     | 11 s 71 |
| 2017 | Championnats d'Europe juniors | Grosseto  | 4e       | 4 x 100 m | 44 s 47 |
| 2018 | Championnats du monde juniors | Tampere   | 8e       | 100 m     | 11 s 64 |
| 2018 | Championnats du monde juniors | Tampere   | 2e       | 4 x 100 m | 43 s 90 |

## Records
| Épreuve    | Temps   | Lieu   | Date       |
| ---------- | ------- | ------ | ---------- |
| 100 mètres | 11 s 46 | Newham | 6 mai 2018 |